# The Stolen Bridle
The Stolen Bridle è un cortometraggio muto del 1907 diretto da Lewin Fitzhamon.

## Trama
Un barbone, che ha rubato delle briglie e una bicicletta, viene inseguito dal cavallo.

## Produzione
Il film fu prodotto dalla Hepworth.

## Distribuzione
Distribuito dalla Hepworth, il film - un breve cortometraggio di 38 metri - uscì nelle sale cinematografiche britanniche nel novembre 1907.
Si conoscono pochi dati del film che, prodotto dalla Hepworth, fu distrutto nel 1924 dallo stesso produttore, Cecil M. Hepworth. Fallito, in gravissime difficoltà finanziarie, il produttore pensò in questo modo di poter almeno recuperare il nitrato d'argento della pellicola.